# Zajaczi Sosny
Zajaczi Sosny (ukr. Заячі Сосни) – przystanek kolejowy w miejscowości Junist, w rejonie niżyńskim, w obwodzie czernihowskim, na Ukrainie. Położony jest na linii Czernihów – Niżyn.